# Museu Comunitário Casa Schmitt-Presser
O Museu Comunitário Casa Schmitt-Presser é um museu brasileiro, localizado na cidade de Novo Hamburgo, no Rio Grande do Sul. Está instalado em um imóvel construído na primeira metade do século XIX, aproximadamente em 1830. Foi o primeiro imóvel em técnica enxaimel tombado pelo IPHAN, em 1985. Após um período de restauração, passou a abrigar o museu, que conta a história da colonização alemã no município.
Originalmente, o museu contava apenas com um andar. Porém, no início do século XX, a Avenida General Daltro Filho foi rebaixada, fazendo com que o imóvel ficasse a mais de 3 metros de altura. Nessa ocasião, iniciou-se a reforma que tornou o prédio uma estrutura de dois andares.

## História
A casa de Johann Peter Schmitt foi construída na primeira metade do século XIX, como residência e casa de comércio. Constitui-se num dos mais antigos exemplares, no Rio Grande do Sul, de arquitetura de enxaimel, característica das áreas de imigração germânica. 
Segundo o arquiteto Günther Weimer, fato significativo do imóvel é que as peças de madeira – as peças estruturais – são falquejadas, o que indica que a casa foi construída antes da introdução da serra manual, própria para o corte do tronco de árvores. Esse fator permite afirmar a probabilidade dessa ser uma das mais antigas estruturas de enxaimel do estado.
Originalmente, a vedação dos tramos eram de taipa-de-sopapo, tanto nas paredes externas, como das paredes internas.
Em 1923, com o rebaixamento da rua, aos alicerces originais, foram acrescentadas grossas paredes de pedra e tijolo. A construção ganhou assim mais um pavimento. O comercio desceu para esse espaço: aí funcionou a casa comercial de Edvino Presser, casado com uma neta de Johann Peter Schmitt. 
As várias ocupações, ao longo dos anos, submeteram a casa a modificações, dificultando a identificação precisa de funções e aspectos físicos originais. 
Em 1974, por iniciativa do artista Ernesto Frederico Scheffel, iniciam-se as articulações para a preservação e o tombamento da casa, incluindo-se nessas ações, propostas de proteção do Centro Histórico de Hamburgo Velho e a parte da área do antigo lote colonial de Schmitt, conhecida, hoje, como Parcão. 
Em 1981, a casa foi declarada de utilidade pública pela Prefeitura Municipal e em 1985, tombada como patrimônio histórico e artístico nacional pela SPAHN, atual IBPC – Instituto Brasileiro do Patrimônio Cultural. Nesse mesmo ano, com recursos da APLUB, foram feitas obras de proteção do imóvel que se encontrava em estado bastante precário.
Dois anos depois, a casa foi desapropriada pela prefeitura e o IBPC realizou obras de emergência para evitar o desabamento de sua estrutura. No ano de 1990, com recursos da Prefeitura Municipal e do IBPC, são iniciadas as obras de restauração. 
Finalmente, em 1992, a casa restaurada foi reaberta à comunidade como museu comunitário Casa Schmitt-Presser.

## Descrição arquitetônica
Paredes externas - Paredes do 2 pavimento em enxaimel com preenchimento de pau à pique e tijolos. Paredes do porão com pedra grês rebocada.
Cobertura - Cobertura de telha cerâmica plana, com galbo. Beiral saliente na fachada frontal e posterior, com cachorros e cimalha de madeira.
Aberturas e elementos integrados -  Aberturas retas, com bandeira. Janelas do pavimento inferior (porão) com o vidro do lado de fora. As portas do pavimento superior tem sacada entalada com guarda-corpo em madeira.
Informações complementares - prédio construído no alinhamento frontal e lateral (na lateral não tem divisa física com a Fundação Scheffel). Fachada frontal simétrica. Nos fundos tem pavimento em pedra grês original, um caramanhão e um piso de ladrilho original (provável cozinha ou banheiro). Nos fundos e lateral esquerda possui jardim. lote é continuidade do parcão.